# Eucalyptus longirostra
Eucalyptus longirostra là một loài thực vật có hoa trong Họ Đào kim nương. Loài này được (Blakely) L.A.S. Johnson & K.D. Hill mô tả khoa học đầu tiên năm 1988.